# Сент
Вижте пояснителната страница за други значения на Сент.
Сент (на френски: Saintes) е град в западна Франция, административен център на окръг Сент и кантон Сент в регион Нова Аквитания. Населението му е около 25 000 души (2015).
Разположен е на 9 метра надморска височина в Гаронската низина, на брега на река Шарант и на 64 километра югоизточно от Ла Рошел. Селището съществува от древността, когато е укрепление на галското племе сантони, а по-късно е столица на провинция Сентонж. Днес в Сент е централата на голямата регионална потребителска кооперация „Кооп Атлантик“. Градът е център на малка агломерация, включваща още предградията Гон и Фонкуверт.

## Известни личности
Починали в Сент
- Агобард (779-840), архиепископ на Лион